# Bucorvus
Bucorvus é um gênero de aves da família Bucorvidae. 
As seguintes espécies são reconhecidas:
- Calau-abissínio, ou alma-de-biafada, Bucorvus abyssinicus (Boddaert, 1783)
- Calau-gigante, Bucorvus leadbeateri (Vigors, 1825)